# (7771) Tvären
(7771) Tvären est un astéroïde de la ceinture principale.

## Description
(7771) Tvären est un astéroïde de la ceinture principale. Il fut découvert le 2 mars 1992 à La Silla par le programme UESAC. Il présente une orbite caractérisée par un demi-grand axe de 2,66 UA, une excentricité de 0,02 et une inclinaison de 4,2° par rapport à l'écliptique.

## Compléments